# Бюллетень Временного Главного комитета Всероссийского земского союза
«Бюллетень Временного Главного комитета Всероссийского земского союза»  — информационное издание на русском языке, печатался по нормам русской дореформенной орфографии, выходило с 1921 года в Стамбуле, Османская империя, как литографическое издание на правах рукописи. Издатель - Временный главный комитет Всероссийского земского союза

## Издание
С 1921 году в Стамбуле, Турция выходило литографическое информационное издание на правах рукописи от имени Временного Главного комитета Всероссийского земского союза.

### Разделы
Бюллетень представляет собой обзор деятельности организации. В № 2 - вступительная статья главноуполномоченного А. Хрипунова, приводится статистика и контроль над средствами, впечатления от поездки в лагеря беженцев на Лемнос и Галлиполи, отчеты по средствам потраченным на храмы и кладбища с оказанием помощи при погребении, снабжение лагерей книгами, канцелярскими принадлежностями, содействие в издании лагерных журналов и газет, приобретение бумаги, краски, гектографов, снабжение бельем, обувью, одеждой, починочным материалом, молоком, мылом, огородными семенами, рыболовными принадлежностями, очками, музыкальными инструментами, почтовое обслуживание, устройство мастерских швейной, столярной, сапожной, расход на бани, прачечные, парикмахерские, школьные и культурно-просветительские расходы.

## Адрес
Stamboul, Sublime-Porte, Османская империя.